# K’inich Muwaan Jol
K’inich Muwaan Jol – władca Tikál. Zmarł prawdopodobnie w 359 roku.